# Ogisu Takanori

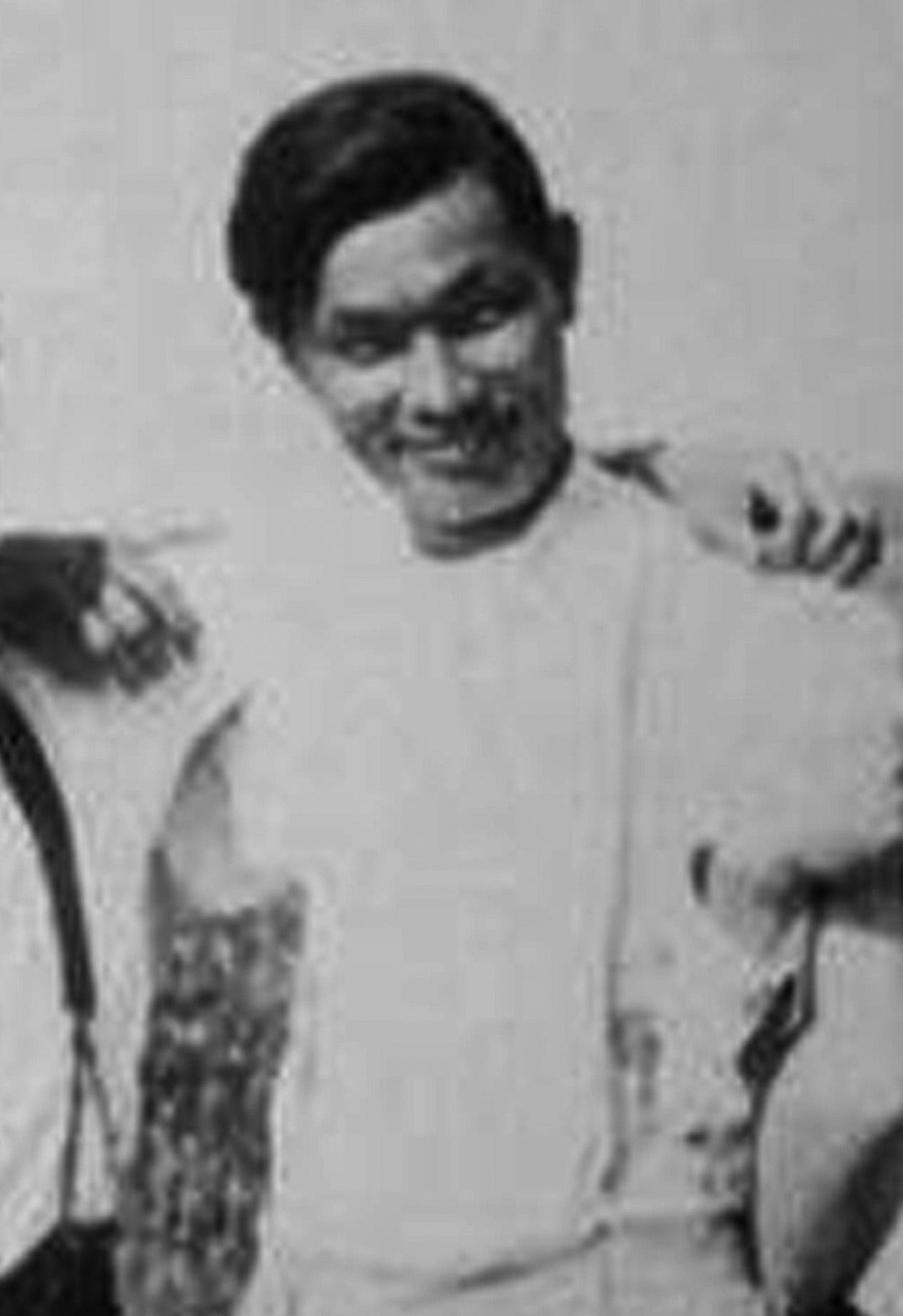
In der Umgebung von Paris, um 1929

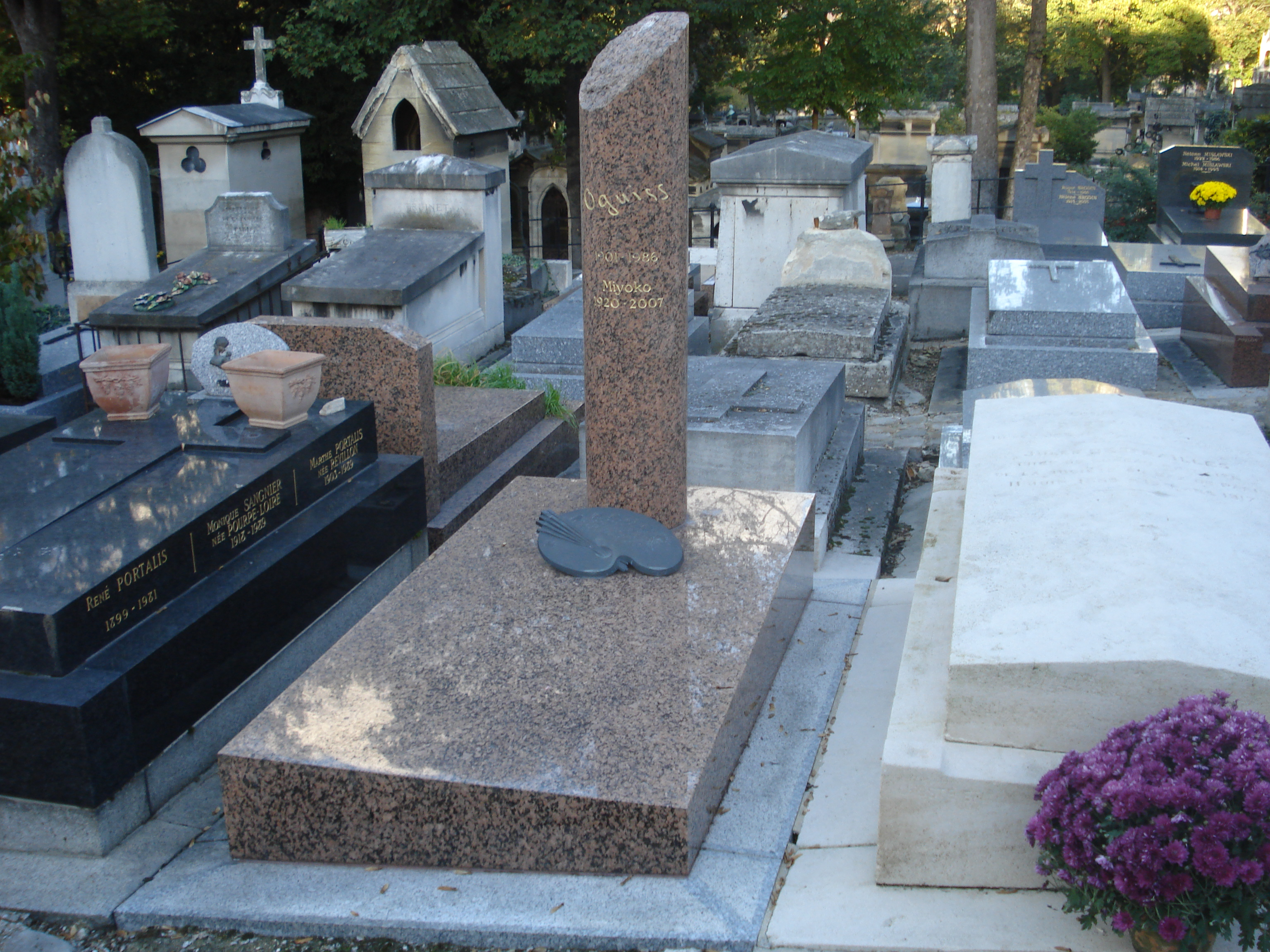
Grab auf dem Montmartre-Friedhof

Ogisu Takanori (japanisch 荻須 高徳, signierte in Frankreich mit Oguiss; geb. 30. November 1901 in Inazawa; gest. 14. Oktober 1986 in Paris) war ein japanischer Maler im westlichen Yōga-Stil der Shōwa-Zeit. Er verbrachte einen großen Teil seines Lebens in Paris.

## Leben und Werk
Geboren in Inazawa in der Präfektur Aichi, ging Ogisu 1920 nach Tokio, um Maler zu werden. Er studierte an der Kawabata-Malschule (川端画学校, Kawabata Gagakkō) unter Fujishima Takeji, ging dann an die Kunsthochschule Tokio (Vorläufer der Tōkyō Geijutsu Daigaku), wo er 1929 seinen Abschluss machte. Im selben Jahr besuchte Ogisu zusammen mit Yamaguchi Takeo den Maler Saeki Yūzō, der von Frankreich zurückgekommen war, und der sie ermutigte, in Frankreich zu studieren. Ogisu und Yamaguchi folgten dem Rat und gingen nach Paris.
Ogisus Arbeiten standen zunächst unter starkem Einfluss von Saeki. Er stellte aus im Salon d’Automne und im Salon des Artistes Indepéndants, wo er Mitglied wurde. Später zeigte er Bilder auch im Salon des Tuileries und im kurzlebigen Salon du Mai. Er hatte auch Einzelausstellungen in der Katia Granroff Galerie in Paris, in anderen Galerien in Paris, Genf, Mailand und in weiteren Städten in Europa. Das Musée National d’Art Moderne kaufte 1936 und 1937 je ein Werk von ihm an.
1940 kehrte Ogisu nach Japan zurück und wurde Mitglied in der „Neuen kreativen Vereinigung“ (新制作協会, Shin seisaku kyōkai). Er hatte auch Einzelausstellungen in Tokio. 1942 wurde er eingezogen und als Maler nach Französisch-Indochina gesandt.
1948 kehrte Ogisu nach Frankreich zurück. Er hatte eine Reihe von Einzelausstellungen in verschiedenen Ländern Europas. Bilder von ihm wurden vom Genfer Museum für Kunst und Geschichte und vom Kairoer Museum für moderne Kunst erworben.
1956 wurde Ogisu mit dem Légion d’honneur ausgezeichnet. Die französische Regierung besitzt vier und die Stadt Paris drei Werke, von ihm, jeweils Stand 1981. 1978 übernahm die Stadt Paris die Trägerschaft für eine Retrospektive unter dem Titel „Meine 50 Jahre in Paris“ im Chateau Bagadelle.
Zu Ogisus wichtigen Werken zählen „Rue Faubourg Saint Martin“ (1950), „Cuisine de château-champagne“ (1951) und „La Maison sur la voie“ (1955).
Die Stadt Inazawa baute 1983 für Ogisu das „Ogisu-Gedächtnismuseum der Stadt Inazawa“ (稲沢市荻須記念美術館, Inazawa shiritsu Ogisu kinen bijutsukan), das neben einer Auswahl von Werken von ihm auch einen Nachbau seines Pariser Ateliers zweigt.
1981 wurde Ogisu als Person mit besonderen kulturellen Verdiensten geehrt, 1986 wurde er – ausnahmsweise posthum – mit dem japanischen Kulturorden ausgezeichnet.